# Matt Johnson
Matt Johnson (născut pe 3 februarie 1969 în Bournemouth, Anglia) este un claviaturist care cântă pentru trupa de jazz alternativ, Jamiroquai.

## Biografie
1. ↑  „Matt Johnson”, Freebase Data Dumps[*] Verificați valoarea |titlelink= (ajutor)
2. ↑  CONOR.SI[*] Verificați valoarea |titlelink= (ajutor)